# Typodryas callichromoides
Typodryas callichromoides är en skalbaggsart som beskrevs av Thomson 1864. Typodryas callichromoides ingår i släktet Typodryas och familjen långhorningar.
Artens utbredningsområde är:
- Bangladesh.
- Laos.
- Burma.

Inga underarter finns listade i Catalogue of Life.